# فردریک پیتروسکا
فردریک پیتروسکا (فرانسوی: Frédéric Pietruszka‎؛ زادهٔ ۱۳ مهٔ ۱۹۵۴) شمشیرباز اهل فرانسه است.
وی در مسابقات کشوری و بین‌المللی در مجموع برندهٔ ۱ مدال طلا، ۲ مدال برنز شده‌است.